# Carl Koch (regista)
Carl Koch (Nümbrecht, 30 luglio 1892 – Barnet, 1º dicembre 1963) è stato un regista tedesco.

## Biografia
Koch è stato l'assistente del regista Jean Renoir, che lo aiutò insieme alla moglie Lotte Reiniger a ottenere i visti di uscita dalla Germania nel 1936. Koch e Renoir, nel 1937 durante le riprese del film La grande illusione (La grande illusion), scoprirono che l'unità di artiglieria di Koch aveva effettivamente sparato sull'aereo di Renoir durante la prima guerra mondiale.

## Filmografia

### Regista
- Achmed, il principe fantastico (Die Abenteuer des Prinzen Achmed), co-regia di Lotte Reiniger (1926)
- Mann ist Mann, co-regia di Bertolt Brecht (1931)
- Tosca, co-regia di Jean Renoir (1941)
- Una signora dell'Ovest (1942)